# Premi e candidature per American Horror Story

Logo della serie

Di seguito sono elencati i premi e le candidature concernenti la serie televisiva statunitense American Horror Story, trasmessa dal 5 ottobre 2011 sul network FX.
La fiction ha ottenuto un riscontro molto positivo dalla critica, ottenendo numerosi riconoscimenti. In particolare, durante le prime due stagioni è stato il programma televisivo più candidato ai Primetime Emmy Awards.

## Primetime Emmy Awards

### Primetime Emmy Awards 2012
Alla 64ª edizione dei Primetime Emmy Awards, celebrata il 23 settembre 2012, American Horror Story: Murder House è stato il programma televisivo con più candidature, risultando candidato in diciassette categorie e vincendo due statuette:
- premio per la miglior attrice non protagonista in una miniserie o film tv a Jessica Lange
- premio per le migliori acconciature per una miniserie o film tv a Monte C. Haught, Samantha Wade, Melanie Verkins, Natalie Driscoll e Michelle Ceglia
- candidatura per la miglior miniserie o film tv
- candidatura per la miglior attrice in una miniserie o film tv a Connie Britton
- candidatura per la miglior attore non protagonista in una miniserie o film tv a Denis O'Hare
- candidatura per la miglior attrice non protagonista in una miniserie o film tv a Frances Conroy
- candidatura per la miglior direzione artistica per una miniserie o film tv a Mark Worthington, Edward L. Rubin ed Ellen Brill per l'episodio Casa in vendita
- candidatura per la miglior direzione artistica per una miniserie o film tv a Beth Rubino, Charles M. Lagola ed Ellen Brill per l'episodio Halloween (1ª parte)
- candidatura per i migliori costumi per una miniserie, film o speciale tv a Chrisi Karvonides e Conan Castro per l'episodio Halloween (1ª parte)
- candidatura per miglior montaggio video per una miniserie o film tv in modalità single-camera a Fabienne Bouville per l'episodio Nascita
- candidatura per il miglior casting per una miniserie, film o speciale tv a Robert Ulrich ed Eric Dawson
- candidatura per il miglior design di una sigla
- candidatura per il miglior makeup per una miniserie o film (non-protesico) a Eryn Krueger Mekash, Kim Ayers, Silvina Knight e D. Garen Tolkin
- candidatura per il miglior makeup per una serie, miniserie, film o speciale (protesico) a Eryn Krueger Mekash, Hiroshi Yada, Michael Mekash, Christopher Nelson, Kim Ayers, Christien Tinsley e Jason Hamer
- candidatura per il miglior montaggio audio per una miniserie, film o speciale tv a Gary Megregian, David Klotz, Steve M. Stuhr, Jason Krane, Jason Lezama, Timothy Cleveland, Bruce Tanis, Simon Coke, Zane Bruce, Jeff Gunn e Lance Wiseman per l'episodio Leggende metropolitane
- candidatura per il miglior missaggio audio per una miniserie o film tv a Sean Rush, Joe Earle e Doug Andham per l'episodio Leggende metropolitane
- candidatura per il miglior coordinamento stunt a Tim Davison

### Primetime Emmy Awards 2013
Anche alla 65ª edizione dei Primetime Emmy Awards, celebrata il 22 settembre 2013, la serie fu quella con più candidature; American Horror Story: Asylum ottenne infatti diciassette candidature, vincendo due premi:
- premio per il miglior attore non protagonista in una miniserie o film tv a James Cromwell
- premio per il miglior montaggio audio per una miniserie, film o speciale tv a Gary Megregian, Steve M. Stuhr, Jason Krane, Christian Buenaventura, Timothy Cleveland, David Klotz, Andrew Dawson, e Noel Vought per l'episodio Benvenuti a Briarcliff
- candidatura per la miglior miniserie o film tv
- candidatura per la miglior attrice in una miniserie o film tv a Jessica Lange
- candidatura per il miglior attore non protagonista in una miniserie o film tv a Zachary Quinto
- candidatura per la miglior attrice non protagonista in una miniserie o film tv a Sarah Paulson
- candidatura per la miglior fotografia per una miniserie o film tv a Michael Goi, per l'episodio Io sono Anna Frank (2ª parte)
- candidatura per la miglior direzione artistica per una miniserie o film tv a Mark Worthington, Andrew Murdock ed Ellen Brill per l'episodio Io sono Anna Frank (2ª parte)
- candidatura per la miglior direzione artistica per una miniserie o film tv a Mark Worthington, Edward L. Rubin ed Ellen Brill per l'episodio Benvenuti a Briarcliff
- candidatura per miglior montaggio video per una miniserie o film tv in modalità single-camera a Fabienne Bouville per l'episodio Notte di tempesta
- candidatura per il miglior missaggio audio per una miniserie o film tv a Sean Rush, Joe Earle e Doug Andham per l'episodio Benvenuti a Briarcliff
- candidatura per il miglior casting per una miniserie, film o speciale tv a Eric Dawson e Robert Ulrich
- candidatura per le migliori acconciature per una miniserie o film tv a Monte C. Haught, Natalie Driscoll, Janis Clark, Michelle Ceglia e Stacey K. Black
- candidatura per i migliori costumi per una miniserie, film o speciale tv a Lou Eyrich e Marcy Lavender per l'episodio La fine dei giochi
- candidatura per il miglior design di una sigla a Kyle Cooper, Ryan Murphy, Juan Ruiz-Anchia e Kate Berry
- candidatura per il miglior makeup per una miniserie o film (non-protesico) a Eryn Krueger Mekash, Kim Ayers, Silvina Knight e John Elliot
- candidatura per il miglior makeup per una serie, miniserie, film o speciale (protesico) a Eryn Krueger Mekash, Hiroshi Yada, Michael Mekash, Christopher Nelson, Kim Ayers, Silvina Knight, Christien Tinsley e Jason Hamer

## Golden Globe
- 2012
  - Miglior attrice non protagonista in una serie a Jessica Lange
  - Candidata - Miglior serie drammatica

- 2013
  - Candidata - Miglior attrice in una mini-serie o film per la televisione a Jessica Lange

- 2014
  - Candidata - Miglior mini-serie o film per la televisione
  - Candidata - Miglior attrice in una mini-serie o film per la televisione a Jessica Lange

- 2015
  - Candidata - Miglior attrice in una mini-serie o film per la televisione a Jessica Lange
  - Candidata - Miglior attrice non protagonista in una serie a Kathy Bates

- 2016
  - Miglior attrice in una mini-serie o film per la televisione a Lady Gaga
  - Candidata - Miglior mini-serie o film per la televisione

## AFI TV Award
Nel 2012 la serie fu inclusa nell'elenco dei dieci programmi televisivi dell'anno stilato annualmente dall'American Film Institute.

## ASC Award
Nel 2013 agli American Society of Cinematographers Award, riconoscimenti destinati ai direttori della fotografia Michael Goi fu candidato per l'episodio Io sono Anna Frank (2ª parte).

## Art Directors Guild Award
Agli Art Directors Guild Awards, destinati a premiare le migliori scenografie, ottenne i seguenti riconoscimenti:
- nel 2012 candidatura per il miglior episodio di un'ora di una serie single-camera a Mark Worthington per l'episodio Vecchi rancori
- nel 2013 premio per il miglior film o miniserie tv a Mark Worthington per l'episodio Io sono Anna Frank (2ª parte)

## Artios Award
Nel 2012 agli Artios Awards, premi assegnati dalla Casting Society of America, Eric Souliere, Eric Dawson, Carol Kritzer, Robert J. Ulrich furono candidati per il miglior casting per un film o miniserie tv.

## BMI Film & TV Award
Nel 2013 American Horror Story: Asylum vinse il BMI Cable Award.

## Bram Stoker Award
Nel 2011 ai Bram Stoker Award Jessica Sharzer ottenne una candidatura per la miglior sceneggiatura per l'episodio Rinascita.

## CAS Award
Nel 2013 Judah Getz fu candidato ai Cinema Audio Society Award per il miglior missaggio audio per un film o miniserie tv.

## Costume Designers Guild Award
Nel 2013 il costumista Lou Eyrich vinse un Costume Designers Guild Award, riconoscimenti destinati a premiare i migliori costumi.

## Critics' Choice Television Award
Ai Critics' Choice Television Awards 2012 ottenne due candidature:
- candidatura per il miglior film o miniserie tv
- candidatura per la miglior attrice in una miniserie o film tv a Jessica Lange

Nell'edizione seguente, invece, la serie vinse due premi su sei candidature:
- premio per il miglior attore non protagonista in una miniserie o film tv a Zachary Quinto
- premio per la miglior attrice non protagonista in una miniserie o film tv a Sarah Paulson
- candidatura per il miglior film o miniserie tv
- candidatura per la miglior attrice in una miniserie o film tv a Jessica Lange
- candidatura per il miglior attore non protagonista in una miniserie o film tv James Cromwell
- candidatura per la miglior attrice non protagonista in una miniserie o film tv a Lily Rabe

## Directors Guild of America Award
Nel 2013 ai Directors Guild of America Award Michael Rymer fu candidato nella categoria miglior regia per un film o miniserie tv grazie all'episodio L'angelo oscuro.

## GLAAD Media Award
Nel 2013, alla 24ª edizione dei GLAAD Media Awards, assegnati assegnati dalla Gay & Lesbian Alliance Against Defamation, American Horror Story vinse un premio come miglior film o miniserie tv.

## Golden Reel Award
Nel 2013 Timothy A. Cleveland, Andy Dawson, Gary Megregian e Noel Vought vinsero un Golden Reel Award, assegnato dalla Motion Picture Sound Editors, per il miglior montaggio audio grazie all'episodio Benvenuti a Briarcliff.

## PGA Award
Nel 2013 i produttori Ryan Murphy, Chip Vucelich, Bradley Buecker, Brad Falchuk, Dante Di Loreto, Alexis Martin Woodall ottennero una candidatura ai Producers Guild of America Awards.

## Satellite Awards
Ai Satellite Awards 2011 American Horror Story vinse un premio come miglior serie tv di genere; mentre a Jessica Lange fu assegnato un premio speciale per la sua straordinaria performance in una serie tv.
Ai Satellite Awards 2012 la serie fu candidata due volte, senza vincere:
- candidatura per la miglior serie tv di genere
- candidatura per il miglior attore non protagonista in un film o serie tv a Evan Peters

All'edizione 2015 Lady Gaga fu candidata, senza vincere, come miglior attrice protagonista in un film o serie tv.

## Saturn Award
Nel 2012 fu candidata per cinque Saturn Award:
- candidatura per la miglior serie tv via cavo
- candidatura per il miglior attore in una serie tv a Dylan McDermott
- candidatura per la miglior attrice in una serie tv a Jessica Lange
- candidatura per la miglior attrice non protagonista in una serie tv a Frances Conroy
- candidatura per la miglior guest star in una serie tv a Zachary Quinto

L'anno seguente fu candidata tre volte:
- candidatura per la miglior serie tv via cavo
- candidatura per la miglior attrice in una serie tv a Sarah Paulson
- candidatura per la miglior attrice non protagonista in una serie tv a Jessica Lange

## Screen Actors Guild Award
Ai Screen Actors Guild Awards 2012 Jessica Lange vinse il premio per la migliore attrice in una serie drammatica. L'attrice fu candidata anche nell'edizione successiva, senza vincere.

## TCA Awards
Tra il 2012 e il 2013 ai Television Critics Association Awards la serie ottenne i seguenti riconoscimenti:
- nel 2012 candidatura per la migliore attrice in una serie drammatica a Jessica Lange
- nel 2013 candidatura per il miglior film, miniserie o speciale tv

## Young Artist Awards
Nell'edizione 2015, l'attore Dalton E. Gray ha avuto una candidatura nella categoria Miglior performance in una serie televisiva - Giovane attore guest star di anni 15-21.